# Воры и проститутки. Приз — полёт в космос
«Воры и проститутки. Приз — полёт в космос» — российский фильм 2003 года режиссёра Александра Сорокина. По замыслу авторов, фильм должен был сниматься в космосе, но подготовка к полёту сорвалась в последний момент по финансовым причинам. Первоначальный сценарий основывался на повести Чингиза Айтматова «Тавро Кассандры», но итоговый фильм далеко отходит от неё.

## Сюжет
Эпиграфом фильма выбраны слова создателя Красной армии Льва Троцкого:
Всякая революция делается для того, чтобы воры и проститутки стали философами и поэтами, или их дети...
Учёный Евгений Михайлов (Владимир Стеклов) — сын итальянской революционерки и звезды Голливуда Тины Модотти, уехавшей в СССР и переспавшей с множеством высокопоставленных лиц. Евгений вырос в Интердоме в СССР; как учёный, он занимался жуткими опытами по скрещиванию детей и животных, сделал фундаментальное открытие в области генетики. Но его не поняли, и он стал барменом. Известный писатель, появившийся однажды в баре, устроил Жене встречу с Михаилом Горбачёвым. Тот Женю принял и организовал ему полёт в космос на орбитальную станцию «Мир», а новоиспечённый космонавт принял имя Ювеналий и объявил о своём невозвращении на Землю.
Опасаясь, что он начнёт делиться сверху гостайнами, власти подсылают к нему журналистку-психолога (Ксения Собчак). Она должна нейтрализовать героя посредством отравленного коньяка, но становится жертвой мужских чар Евгения.

## В ролях
| Актёр                   | Роль                                                   |
| ----------------------- | ------------------------------------------------------ |
| Владимир Стеклов        | Евгений Михайлов (Ювеналий)                            |
| Ксения Собчак           | Марина Потаски журналистка-психолог                    |
| Лидия Федосеева-Шукшина | Тина Модотти в старости                                |
| Михаил Козаков          | фотограф                                               |
| Наталья Селезнёва       | Елена Дмитриевна Стасова, председатель МОПР            |
| Екатерина Капралова     | Тина Модотти в молодости                               |
| Ольга Сутулова          |                                                        |
| Сергей Апрельский       | Витторио Видальи                                       |
| Анатолий Кацынский      | высокопоставленный государственный деятель РФ          |
| Сергей Рубеко           | Володя высокопоставленный сотрудник госбезопасности РФ |
| Дмитрий Муляр           | Евгений Михайлов в молодости                           |
| Ли Чун Цзы              | Мао Аньин                                              |
| Михаил Дорожкин         | Жак Дюкло                                              |
| Евгений Крайнов         | Василий Сталин                                         |
| Анатолий Белый          | охранник Васи Сталина                                  |
| Олег Челышев            | Тодор Живков                                           |
| Ульяна Лаптева          | пациентка и любовница Михайлова                        |
| Олег Марусев            | Барри, кандидат в президенты США                       |
| Сергей Астахов          | революционер                                           |

## История создания
Изначально режиссёром фильма планировался Юрий Кара, а Сорокин — только сценаристом. Первоначальный вариант сценария под рабочим названием «Последний полёт» был основан на повести Чингиза Айтматова «Тавро Кассандры». Работа над фильмом началась в 1997 году Планировавшийся бюджет оценивался более чем в 100 миллионов долларов, по некоторым данным, в 200 миллионов. Сниматься в проекте были готовы певец Валерий Леонтьев и психотерапевт Анатолий Кашпировский, но в итоге главную роль получил Владимир Стеклов.
Этот проект предполагал для съёмок настоящий полёт в космос. Идею съёмок в космосе лоббировал депутат Алексей Митрофанов, который в итоговом фильме указан как «автор идеи». Владимир Стеклов успешно прошёл медкомиссию, в 1999 году начал предполётные тренировки и был предварительно зачислен в экипаж 28-й экспедиции на станцию «Мир» в 2000 году. Но у создателей возникли проблемы с финансированием полёта, и Стеклов был из экспедиции исключён, съёмки в космосе не состоялись.
После этой неудачи Кара прекратил работу над фильмом. Сорокин переработал сценарий, убрав дорогостоящие сцены, сделав его более комедийным и эротическим, и поставил его сам. «Космические» сцены снимались на Земле. Итоговый фильм далеко отошёл от первоисточника, изменились имена персонажей и многие детали, но общая сюжетная фабула узнаваема; при этом в титрах Айтматов не упоминается (но Юрию Каре выражена благодарность). Айтматов остался недоволен получившимся фильмом, особенно его названием, и тем, что его сюжет был использован в таком фильме без разрешения.

## Отзывы и оценки
Фильм получил отрицательные отзывы в прессе. Уже на премьере на фестивале «Кинотавр» он «внёс смятение в зрительские ряды, которые аккуратно пустели к концу фильма», согласно репортажу «Московского комсомольца». В газете фильм назвали «монументальным трэш-кино» и «самым маргинальным событием» фестиваля.
По мнению Александра Чекулаева, одного из авторов журнала «Мир фантастики», «останки несостоявшегося кинопроекта Юрия Кары мутировали в совершенную околесицу». Он охарактеризовал фильм как «гротескный микс мелодрамы, криптоисторического „квазипелевинского“ сюра, религиозной притчи и эротического трэша», но признал, что «данный поток бредящего сознания не лишён своеобразного обаяния». Александр Шпагин, продюсер российского кинопоказа телеканала REN-TV, назвал фильм «бредовым и малопрофессиональным».
Российский блогер-кинокритик Евгений Баженов (BadComedian) в видеообзоре на фильм «Вызов» рассмотрел также и фильм Сорокина, сравнив его с «Вызовом» в том, что он тоже курировался чиновниками, Роскосмосом и Госкино. Сам фильм он высмеял, сравнил с порнографией, назвал «убогим» и «трэшем».

## Съёмочная группа
- Автор сценария: Александр Сорокин
- Режиссёр: Александр Сорокин
- Операторы: Борис Бондаренко, Александр Негрук
- Продюсер: Александр Симонов
- Композиторы: Dj Sky — (8 основных музыкальных произведений в данном кинофильме), Константин Шустарев, Андрей Лаленков, Александр Филатов